# Địa khai hóa

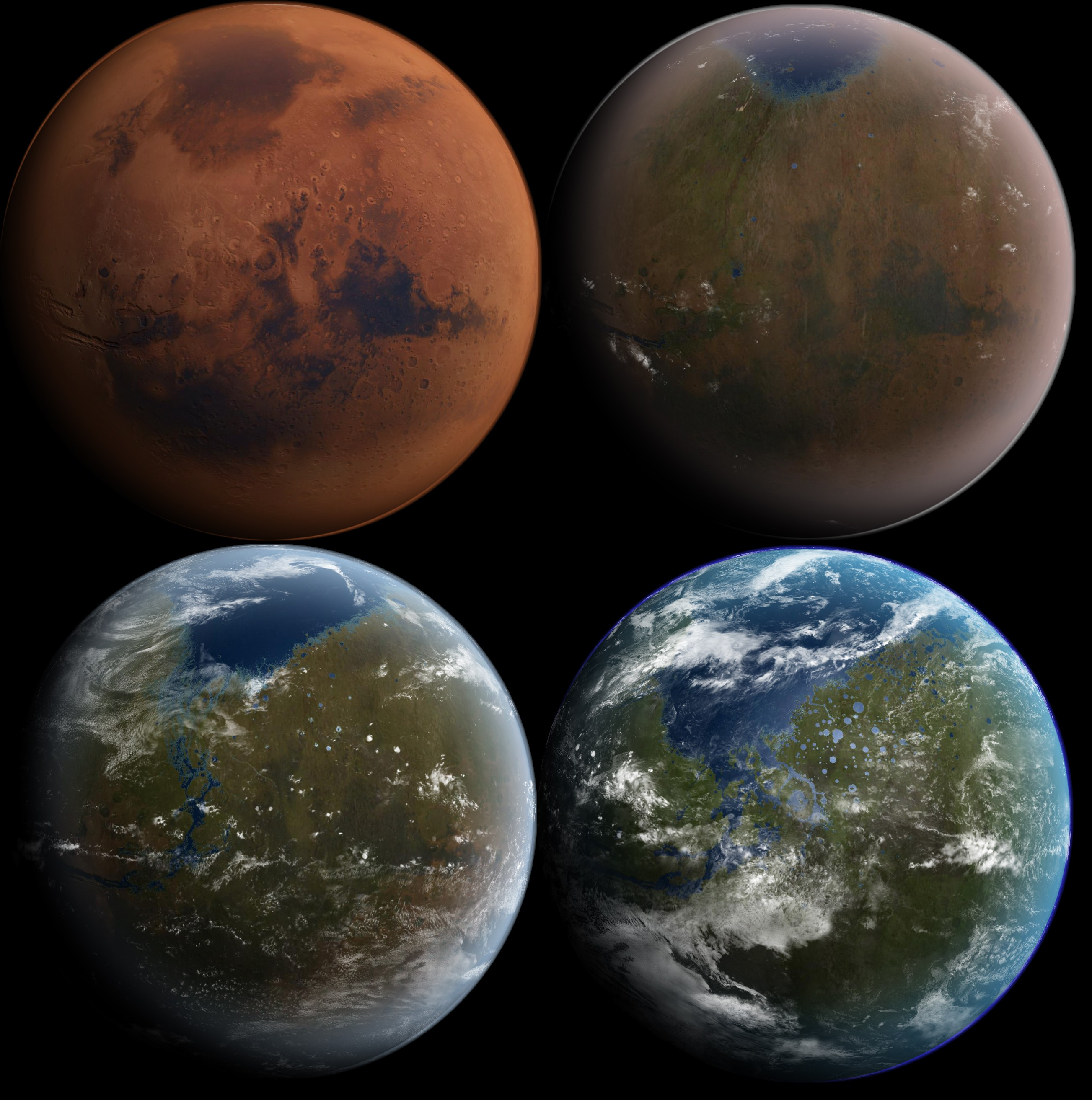
Mô phỏng Sao Hỏa sau khi địa khai hóa qua bốn quá trình phát triển.

Địa khai hóa là quá trình giả thiết biến đổi bầu khí quyển, nhiệt độ, địa hình bề mặt và hệ sinh thái của một hành tinh, vệ tinh tự nhiên hoặc thiên thể khác cho giống với môi trường có thể sống được như trên Trái Đất.
Định nghĩa của địa khai hóa được phát triển từ cả khoa học viễn tưởng và khoa học thực thụ. Nó được đặt ra bởi Jack Williamson trong một truyện ngắn viễn tưởng xuất bản năm 1942 trong Astounding Science Fiction.
Thậm chí nếu môi trường của một hành tinh có thể dược cải tạo kĩ lưỡng thì tính khả thi của việc tạo ra một môi trường hành tinh tựa Trái Đất vẫn chưa được xác nhận. Sao Hỏa thường được đề cập đến như một ứng cử viên cho việc địa khai hóa. Nhiều nghiên cứu đã được thực hiện liên quan đến tính khả thi của việc làm nóng và thay đổi bầu khí quyển của nó, và NASA đã tổ chức nhiều cuộc tranh luận cho vấn đề này. Một vài phương án tiềm năng trong việc thay đổi khí hậu Sao Hỏa có thể dựa vào khả năng công nghệ của nhân loại, nhưng hiện tại, nguồn tài nguyên kinh tế lại cần cao hơn khả năng đáp ứng của bất kỳ chính phủ hay cộng đồng nào. Khoảng thời gian dài và tính thực tiễn của việc địa khai hóa là những chủ đề cần tranh luận. Những câu hỏi chưa có lời giải khác liên quan đến đạo đức, hậu cần, kinh tế, chính trị và phương pháp luận của việc biến đổi môi trường một thế giới ngoài Trái Đất.

## Lịch sử
Nhà thiên văn học Carl Sagan đã đề xuất một kỹ thuật hành tinh của Sao Kim trong một bài viết trên tạp chí Science năm 1961. Sagan tưởng tượng việc gieo mầm bầu khí quyển của Sao Kim với tảo biển, thứ sẽ biến đổi nước, khí N2 và CO2 thành các hợp chất hữu cơ. Với quá trình loại bỏ khí carbon dioxide trong khí quyển này, hiệu ứng nhà kính sẽ được giảm bớt cho đến khi nhiệt độ bề mặt rơi vào cấp độ thích hợp. Sagan giả đinh rằng carbon thành phẩm sẽ bị đốt bởi nhiệt độ cao của Sao Kim, và do đó bị cô lập trong trạng thái "graphit hoặc những dạng thù hình của carbon" trên bề mặt hành tinh. Tuy nhiên, những khám phá sau đó về những điều kiện trên Sao Kim đã làm cho việc tiếp cận này trở nên bất khả thi. Một vấn đề là những đám mây của sao Kim được cấu tạo từ dung dịch acid sulfuric đậm đặc. Thâm chí nếu tảo có thể phát triển trong môi trường đặc thù của tầng trên khí quyển Sao Kim, một vấn đề còn khó khăn hơn là bầu khí quyển đơn giản rằng quá dày - áp suất cao sẽ dẫn tới một khí quyển gồm các phân tử oxy gần như nguyên chất và gây ra cho bề mặt của hành tinh được bao phủ dày đặc bởi bột mịn graphit. Dạng kết hợp dễ bay hơi này có thể không được duy trì qua thời gian. Bất kỳ carbon nào được cố định ở dạng hữu cơ sẽ được giải phóng lại thành khí carbon dioxide thông qua quá trình cháy, làm "đoản mạch" quá trình địa khai hóa.
Sagan cũng đã hình dung việc địa khai hóa Sao Hỏa để tạo ra môi trường để cho con người có thể sống được trong Planetary Engineering on Mars (1973), một bài được xuất bản trong tạp chí Icarus. Ba năm sau, NASA đã chính thức giải quyết vấn đề của kỹ thuật hành tinh trong một nghiên cứu, nhưng được sử dụng thay thế như "sinh thái tổng hợp hành tinh". Nghiên cứu kết luận rằng Sao Hỏa có thể hỗ trợ sự sống và trở thành hành tinh có thể sống được. Phiên hội nghị đầu tiên trong việc địa khai hóa, sau đó giới thiệu "mô hình hành tinh" được tổ chức cùng năm.
Tháng 3 năm 1979, kiến trúc sư NASA và tác giả James Oberg tổ chức cuộc hội đàm địa khai hóa đầu tiên, một hội nghị đặc biệt ở Lunar and Planetary Science Conference tại Houston. Oberg truyền tải những định nghĩa địa khai hóa được bàn luận ở cuộc hội đàm đến công chúng qua cuốn sách New Earth (1981). Đến năm 1982 từ địa khai hóa được sử dụng trong tựa đề của một bài viết trong tạp chí. Nhà thiên văn học Christopher McKay đã viết "địa khai hóa Sao Hỏa", một bài viết cho Journal of the British Interplanetary Society. Bài viết thảo luận về những tiềm năng của một sinh quyển tự điều chỉnh, và cách dùng từ của McKay đã trở thành thuật ngữ được yêu thích. Năm 1984, James Lovelock và Michael Allaby đã xuất bản The Greening of Mars. Sách của Lovelock lần đầu tiên miêu tả một phương pháp mới lạ của việc làm ấm Sao Hỏa, nơi mà chlorofluorocarbon (CFC) được thêm vào bầu khí quyển.

### Các khía cạnh và định nghĩa
Năm 1985, Martyn J. Fogg bắt đầu xuất bản vài bài viết về địa khai hóa. Ông cũng làm việc như biên tập viên cho một vấn đề đầy đủ về địa khai hóa cho Journal of the British Interplanetary Environments năm 1992. Trong quyển Terraforming: Engineering Planetary Environments (1995), Fogg đã đề xuất những định nghĩa sau cho những khía cạnh khác nhau liên quan đến địa khai hóa:
- Kỹ thuật hành tinh: ứng dụng của kỹ thuật cho mục đích thúc đấy những tính chất tổng quát của một hành tinh.
- Kỹ thuật địa chất: kỹ thuật hành tinh áp dụng đặc thù cho Trái Đất. Nó chỉ bao gồm duy nhất những khái niệm vĩ mô đối mặt sự biến đổi của một vài thông số toàn cầu, chẳng hạn như hiệu ứng nhà kính, thành phần khí quyển, dòng chảy và dòng chảy tác động.
- Địa khai hóa: một quá trình của kỹ thuật hành tinh, đặc biệt hướng vào việc tăng cường sức chứa của một môi trường ngoài Trái Đất để hỗ trợ sự sống như chúng ta biết về nó. Thành tựu cuối cùng của việc địa khai hóa sẽ là tạo ra một hệ sinh thái mở ngang bằng với mọi đặc điểm của sinh quyển địa cầu, một trong số đó sẽ là hoàn toàn có thể sinh sống đối với con người.

Fogg cũng đã nghĩ ra những khái niệm cho những hành tinh ứng cử viên trong việc thay đổi theo mức độ tương thích của con người:
- Hành tinh có thể sống được (habitable planet): Một thế giới với một môi trường đủ giống với Trái Đất cho phép sự thoải mái và định cư tự do của con người.
- Hành tinh tương thích sinh học (biocompatible planet): Một hành tinh sở hữu những thông số vật lý cần thiết cho sự sống nảy nở trên bề mặt. Nếu không có sự sống ban đầu, sau đó một thế giới có thể tổ chức  một sinh quyển với độ phức tạp đáng kể không cần phải địa khai hóa hành tinh.
- Hành tinh dễ dàng địa khai hóa (easily terraformable planet): Một hành tinh có thể được kết xuất tương thích sinh học, hoặc có thể sinh sống, và duy trì bởi những kỹ thuật hành tinh khiêm tốn và với nguồn tài nguyên có hạn của một tàu vũ trụ hoặc nhiệm vụ robot.

Fogg đề nghị rằng Sao Hỏa đã từng là một hành tinh có sự sống trong thời trẻ của nó, nhưng bây giờ không thuộc một trong ba loại này, bởi vì nó chỉ có thể được địa khai hóa với độ khó cao hơn.

## Những yêu cầu cho sự sống
Một yêu cầu tuyệt đối cho sự sống là nguồn năng lượng, nhưng quan niệm về khả năng sống được của hành tinh bao hàm nhiều tiêu chí vật lý địa chất, hóa học địa chất và thiên văn địa chất phải có trước khi bề mặt của một thiên thể có thể hỗ trợ sự sống. Mối quan tâm đặc biệt là tập hợp các yếu tố duy trì độ phức tạp, sinh vật đa bào ngoài những sinh vật đơn giản hơn trên Trái Đất. Nghiên cứu và lý thuyết về vấn đề này là một phần của ngành khoa học hành tinh và ngành mới nổi của sinh học vũ trụ.
Trong lộ trình của sinh học thiên thể, NASA đã định nghĩa tiêu chí sinh sống hàng đầu như "những khu vực mở rộng của nước dạng lỏng, điều kiện thuận lợi cho việc cấu thành nên những phân tử hữu cơ phức tạp, và nguồn năng lượng để duy trì sự trao đổi chất".

## Các cấp sơ bộ
Một khi những điều kiện trở nên phù hợp hơn cho sự sống của các loài du nhập, có thể bắt đầu sự nhập cư của các vi sinh vật. Khi các điều kiện trở nên gần giống với Trái Đất, thực vật cũng có thể được mang đến đấy. Điều này sẽ gia tăng sự sản sinh của oxy, điều mà trên lý thuyết sẽ làm cho hành tinh thậm chí có thể hỗ trợ cho đời sống động vật.

## Mục tiêu tương lai

### Sao Hỏa

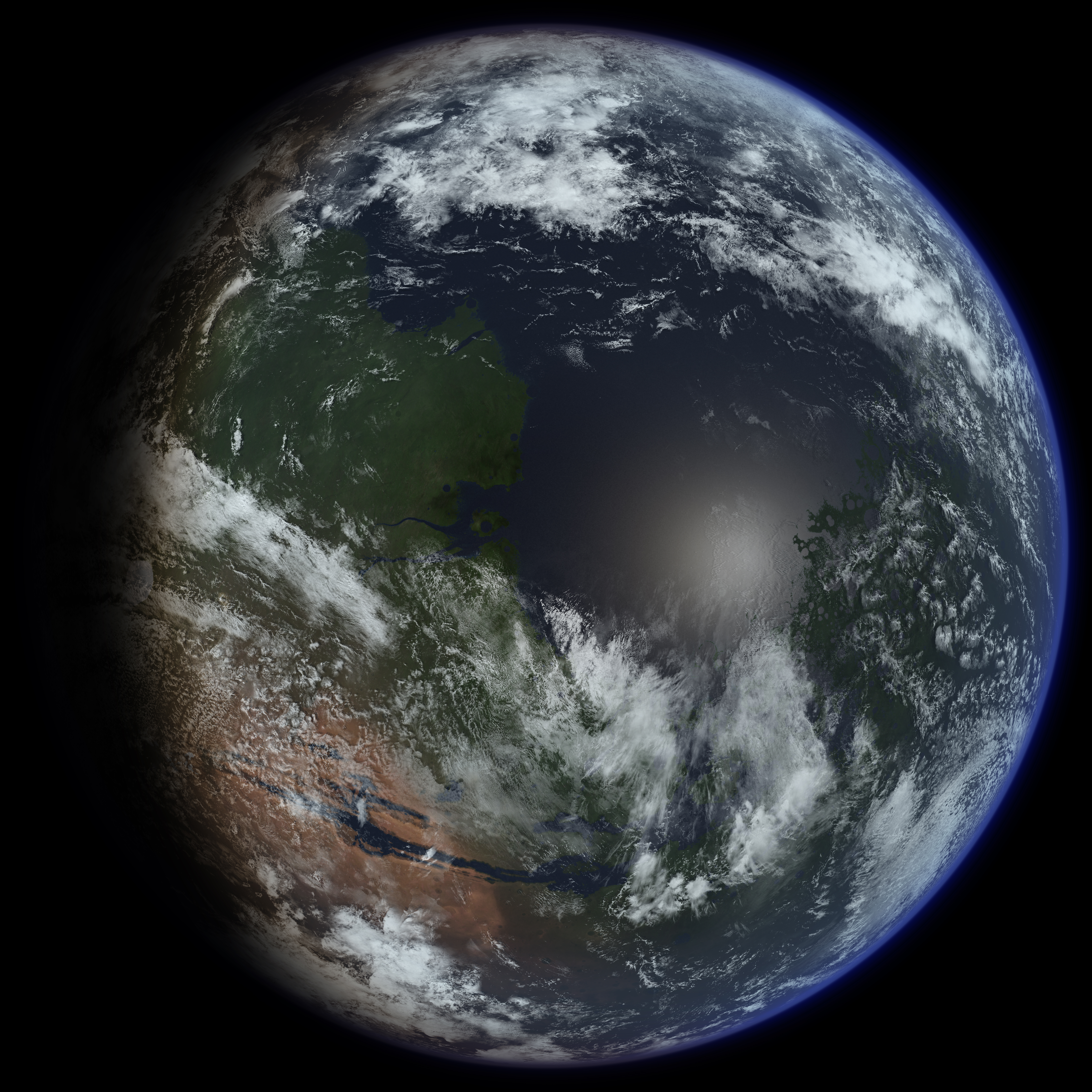
Minh họa Sao Hỏa đã được khai hóa.

Ở nhiều khía cạnh, Sao Hỏa là hành tinh giống với Trái Đất nhất trong Hệ Mặt Trời. Sao Hỏa được cho là từng có một môi trường giống Trái Đất trong thời kỳ sơ khai, với bầu khí quyển dày hơn và nguồn nước dồi dào, điều mà đã bị mất đi qua hàng trăm triệu năm.
Cơ chế chính xác của việc thất thoát này vẫn còn chưa rõ, mặc dù ba cơ chế riêng biệt có vẻ như là: đầu tiên, bất cứ khi nào bề mặt nước hiện hữu, carbon dioxide phản ứng với đá tạo nên carbonat, do đó rút dần bầu khí quyển và ràng buộc nó với bề mặt hành tinh. Trên Trái Đất, quá trình này bị phản tác dụng khi các mảng kiến tạo hoạt động gây nên các vụ phun trào núi lửa làm cho carbon dioxide trở lại khí quyển. Trên Sao Hỏa, sự thiếu hụt hoạt động kiến tạo ngăn chặn sự tái tạo của khí gas khóa chặt trong các lớp trầm tích.
Thứ hai, việc thiếu từ quyển quanh Sao Hỏa cho phép gió Mặt Trời bào mòn dần bầu khí quyển. Đối lưu trong lõi đầy sắt của Sao Hỏa ban đầu tạo ra từ trường. Tuy nhiên, dynamo đã ngừng hoạt động từ lâu, và từ trường Sao Hỏa phần lớn đã biến mất, có thể do "sự mất nhiệt, sự rắn hóa hầu hết phần lõi, và / hoặc những thay đổi trong cơ chế đối lưu của lớp phủ". Kết quả từ nhiệm vụ MAVEN của NASA cho thấy khí quyển bị loại bỏ chủ yếu bởi những sự kiện phun trào nhật hoa, nơi bùng nổ các proton tốc độ cao từ Mặt Trời tác động đến bầu khí quyển. Sao Hỏa vẫn còn giữ lại một từ quyển có hạn bao phủ xấp xỉ 40% bề mặt. Thay vì bao phủ và bảo vệ bầu khí quyển một cách thống nhất từ gió Mặt Trời, từ trường có dạng nhỏ hơn, hình ô, phần lớn co cụm lại xung quanh bán cầu nam của hành tinh.
Cuối cùng, khoảng 4,1 đến 3,8 tỷ năm trước, thiên thạch va chạm trong sự kiện Late Heavy Bombardment đã gây ra những thay đổi đáng kể môi trường bề mặt của các vật thể trong Hệ Mặt Trời. Lực hấp dẫn yếu của Sao Hỏa gợi ý rằng những cú va chạm này có thể đã đẩy bầu khí quyển của nó vào không gian.
Địa khai hóa Sao Hỏa đòi hỏi hai thay đổi lớn xen kẽ: xây dựng bầu khí quyển và làm nóng nó. Một bầu khí quyển dày hơn với các khí nhà kính như carbon dioxide có thể giữ lại bức xạ Mặt Trời tới. Bởi vì nhiệt độ gia tăng sẽ thêm các khí nhà kính vào bầu khí quyển, hai quá trình này sẽ tăng cường lẫn nhau. Chỉ một mình carbon dioxide sẽ không đủ để duy trì nhiệt độ trên điểm đóng băng của nước, nên một hỗn hợp của các khí nhà kính riêng biệt có thể được sản xuất.

### Sao Kim

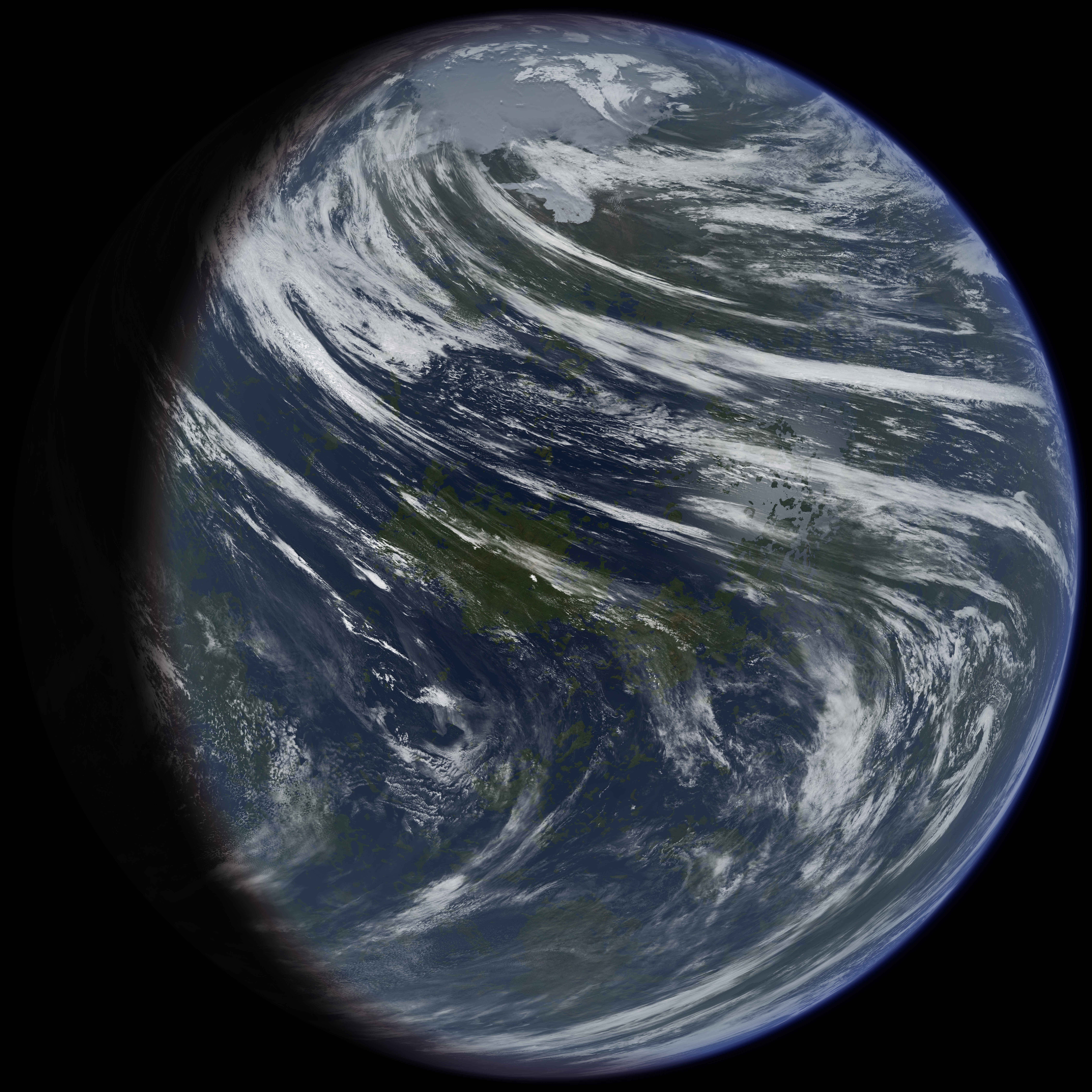
Minh họa Sao Kim đã được khai hóa.

Việc địa khai hóa Sao Kim yêu cầu hai thay đổi lớn; loại bỏ hầu hết carbon dioxide, có mật độ 9 MPa (1.300 psi; 89 atm) trong khí quyển và làm giảm nhiệt độ bề mặt (450 °C (842 °F)) của hành tinh. Những mục tiêu này gần như liên quan đến nhau, bởi vì nhiệt độ cực nóng của Sao Kim được tạo ra bởi hiệu ứng nhà kính gây nên bởi bầu khí quyển đậm đặc. Cô lập bầu khí quyển carbon dioxide sẽ cũng giống như việc giải quyết vấn đề nhiệt độ hành tinh.

### Mặt Trăng

Minh họa Mặt Trăng (trước) và Sao Thủy (sau) đã được khai hóa.

Mặc dù lực hấp dẫn của Mặt Trăng là quá nhỏ để giữ một bầu khí quyển cho các khoảng thời gian địa chất, nhưng nếu được cho một bầu khí quyển, nó vẫn sẽ giữ lại bầu khí quyển đó trong một khoảng thời gian dài, so với tuổi thọ con người. Landis và những người khác đã cho rằng việc địa khai hóa Mặt Trăng là khả thi, dù không phải tất cả đều đồng ý với ý kiến đó. Landis đo được rằng 1 psi oxy nguyên chất trong khí quyển của Mặt Trăng sẽ yêu cầu 200 nghìn tỷ tấn oxy, và gợi ý rằng nó có thể được tạo ra bằng cách khử oxy từ một lượng đá Mặt Trăng tương đương với một khối lập phương có cạnh khoảng 50 km. Nói cách khác, ông đã đề xuất rằng hàm lượng nước của "50 đến 100 sao chổi" kích thước của sao chổi Halley sẽ làm việc này, "giả định rằng nước không văng ra khi sao chổi đâm vào Mặt Trăng". Tương tự như vậy, Benford đã tính toán rằng việc khai hóa Mặt Trăng sẽ yêu cầu "khoảng 100 sao chổi kích thước của Halley".

### Trái Đất
Có đề xuất rằng do các hiệu ứng của biến đổi khí hậu, một chương trình can thiệp có thể được thiết kế để cho Trái Đất trở về bình thường và các thông số khí hậu tốt hơn. Để đạt được điều này, nhiều giải pháp đã được đề xuất, như việc kiểm soát bức xạ Mặt Trời, cô lập carbon dioxide bằng cách sử dụng những phương pháp kỹ thuật địa chất, chế tạo và giải phóng sinh vật biến đổi gen giúp thay đổi khí hậu.

### Các vật thể khác trong Hệ Mặt Trời
Các ứng cử viên khả thi khác cho việc khai hóa (có thể một phần hoặc toàn phần) bao gồm Titan, Callisto, Ganymede, Europa, và thậm chí là Sao Thủy, vệ tinh Enceladus của Sao Thổ, và hành tinh lùn Ceres.

## Trong văn hóa đại chúng
Địa khai hóa là một khái niệm phổ biến trong khoa học viễn tưởng, truyền hình, phim, tiểu thuyết và trò chơi điện tử.
Một khái niệm có liên quan là xenoforming - một quá trình trong đó người ngoài hành tinh thay đổi Trái Đất hoặc các hành tinh khác để phù hợp với nhu cầu của họ, đã được đề xuất trong tác phẩm kinh điển The War of the Worlds (1898) của H. G. Wells.